# مراد قرايلان
مراد قرايلان (بالتركية: Murat Karayılan)‏ (موليد 1954)، هو عضو الهيئة التنفيدية لمنظومة المجتمع الكردستاني والقائد العام لقوات الدفاع الشعبي الجناح العسكري لحزب العمال الكردستاني.

## نشأته
ولد قرايلان في البيرة بأورفة ودرس في عنتاب. انضم إلى صفوف الحزب عام 1979 خلال مؤتمره الثالث. عين من قِبل الجمعية الرئيسية كي يدير نشاطات الحزب في أوروبا. وفي عام 1992 انضم إلى الصفوف القتالية للحزب.

## نشاطه
كان قرايلان ثاني رجل في حزب العمال الكردستاني وعضو الهيئة التنفيذية في منظومة المجتمع الكردستاني الجناح السياسي في الحزب.

## خبر اعتقاله
في 14 أغسطس 2011 صرح علاء الدين بروجاردي رئيس لجنة السياسات الخارجية والأمن الوطني في مجلس الشوري الإسلامي الإيراني أن القوات الإيرانية ألقت القبض على قرايلان. وقد نفى الحزب هذا الخبر وهذا ما أثبت بعد ظهور قرايلان على شاشة الفضائية الكردية.